# Силвира Томазини
Силвира Томазини (Трст, 2. децембар 1913 — Косовска Митровица, 13. август 1942) била је професор немачког језика, учесница Народноослободилачке борбе и народни херој Југославије.

## Биографија
Рођена је 2. децембра 1913. године у Трсту, од оца Италијана и мајке Словенке. После завршетка Првог светског рата, њена породица се преселила у Марибор, где је завршила основну школу и гимназију. За време студија на Филолошком факултету у Љубљани пришла је студентском револуционарном покрету и постала члан Савеза комунистичке омладине Југославије (СКОЈ), а потом и Комунистичке партије Југославије (КПЈ). После завршених студија, 1938. године, две година је чекала запослење.
Октобра 1940. године примљена је за професора немачког језика у гимназији у Косовској Митровици. У новој средини се брзо снашла, стекла пријатеље и познанике и одмах се укључила у партијски рад. У школи је била наклоњена сиромашној деци, помагала им у раду и учењу и обилазила њихове родитеље. На њену иницијативу и уз њену помоћ у гимназији је била основана кухиња за сиромашну децу.
После окупације Краљевине Југославије, априла 1941, активно је учествовала у организивању Народноослободилачких покрета у Косовској Митровици и околини. Постала је секретар једне партијске ћелије у граду, свој стан је претворила у тајни пункт партијске технике за умножавање летака и другог материјала, базу за прихват и слање људи у Копаонички партизански одред. Била је члан Народноослободилачког одбора и председник одбора Антифашистичког фронта жена у Косовској Митровици.
Окупатор је приметио њену активност и ухапсио је маја 1942. године. Посебно је мучена у Гестапоу, а у њен досије је забележено следеће:
Томазини Силвира, бивша југословенска држављанка, рођена 2. децембра 1913. године у Трсту, са станом у Косовској Митровици, Словенка… руководилац комунистичке организације жена… Она је казала својим другарицама да сву кривицу пребаце на њу, јер она ни у ком случају неће ништа одати. Будући да је се тиме сама означила као непоправљива комунисткиња, и да је и даље остала на линији КПЈ, она се мора сматрати за нарочито опасну особу.
Гестапо је, 13. августа 1942. године, 17 ухапшених, међу којима и Силвиру, пребацио до железничке станице у Косовској Митровици, у намери да их спроведе централи Гестапоа за Србију, у Београду. Силвира је успела да се у једном тренутку отргне од гестаповаца и албанских жандарма и њени покличи су се заорили железничком станицом. Клицала је слободи и борби против окупатора, Комунистичкој партији и Совјетском Савезу. Гестаповци и албански жандарми су скочили на њу и одвели је назад у затвор, а потом истог дана убили.
Указом председника ФНР Југославије Јосипа Броза Тита 27. новембра 1953. проглашена је за народног хероја.